# St. Marien (Oythe)

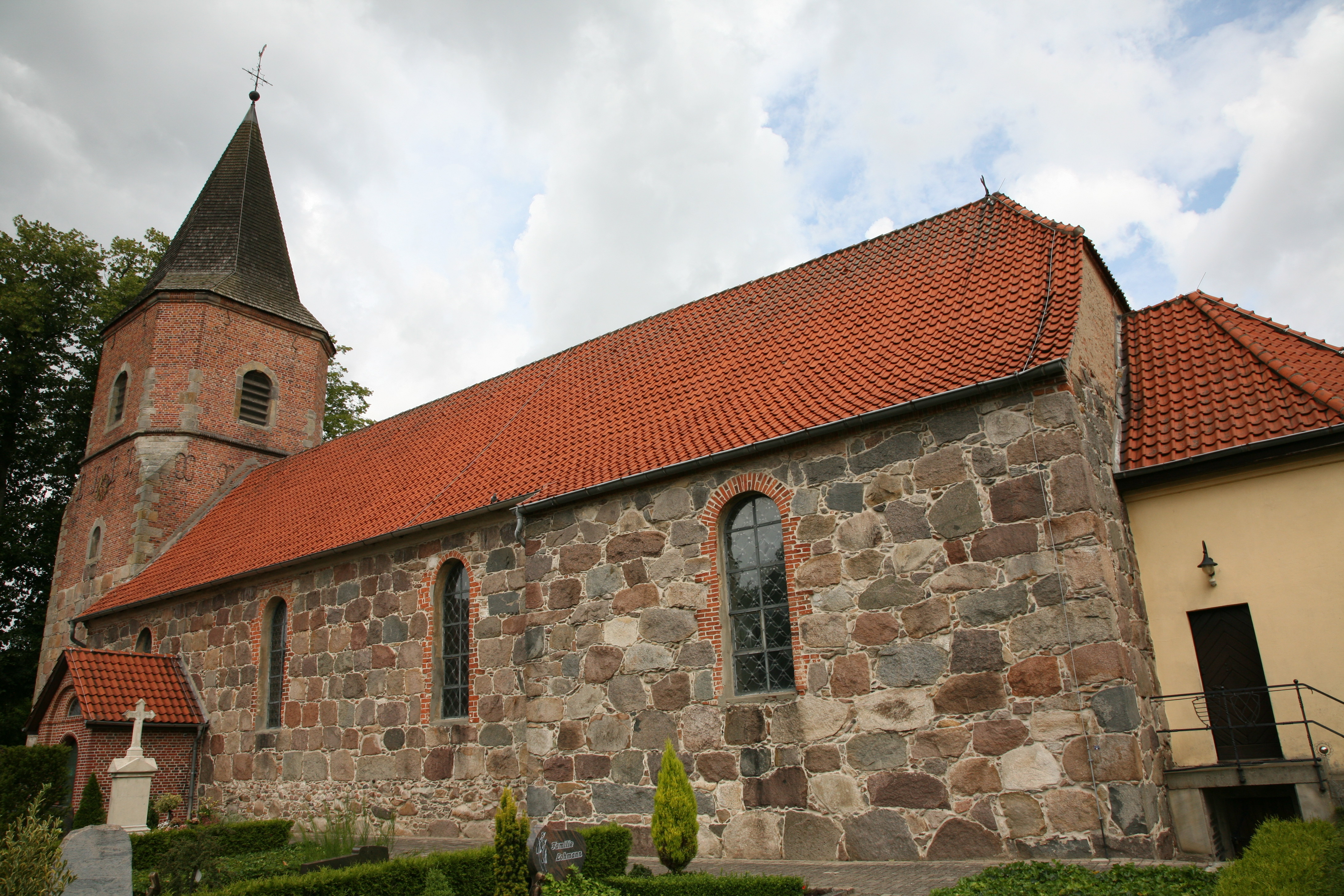
St. Marien

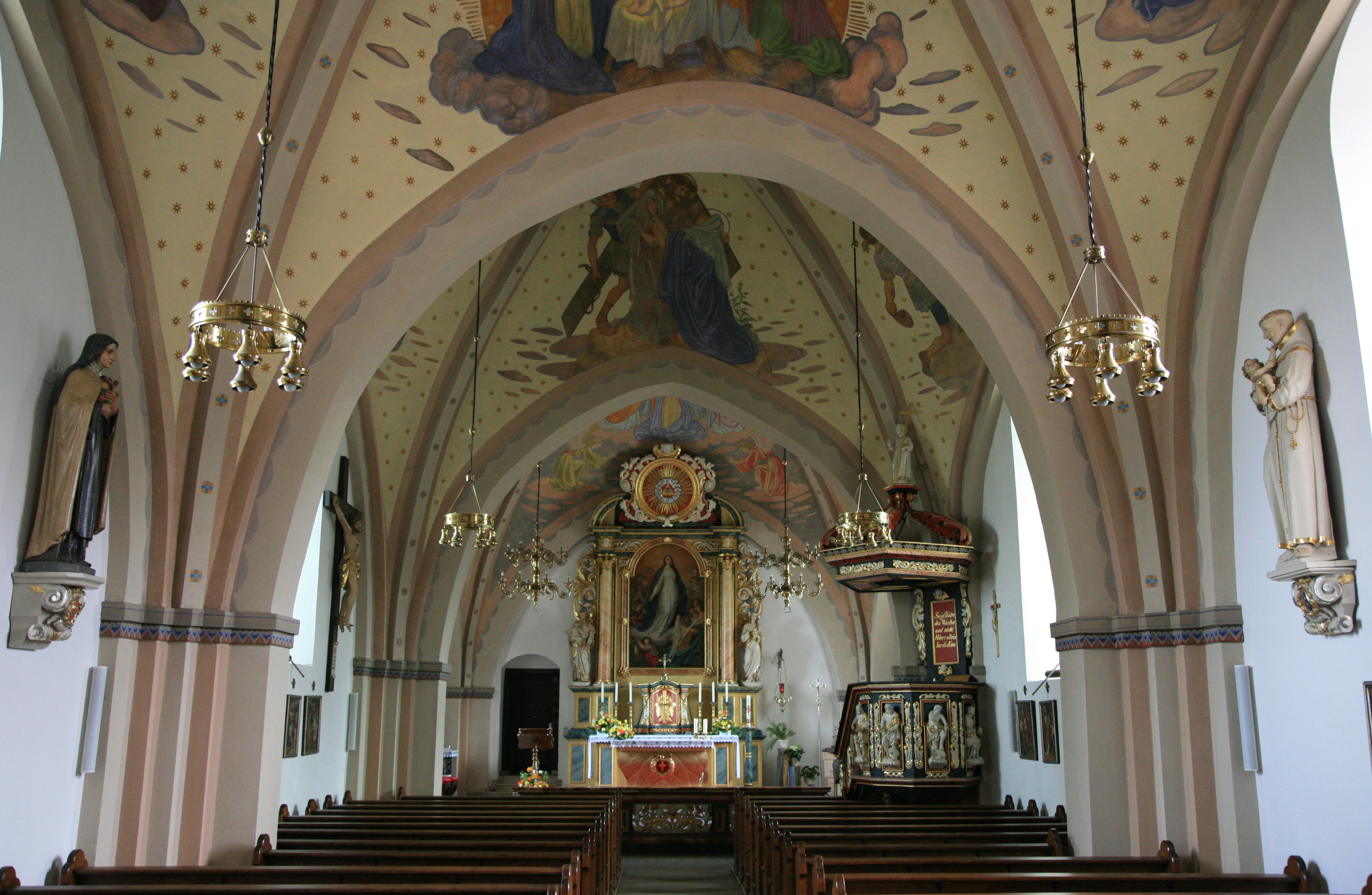
Innenansicht

Die römisch-katholische Kirche St. Marien erhebt sich in Oythe, einem Stadtteil der niedersächsischen Kreisstadt Vechta. Als Filialkirche gehört St. Marien zur Pfarrei St. Maria Himmelfahrt im Dekanat Vechta des münsterschen Offizialatsbezirks Oldenburg.

## Beschreibung
Die Feldsteinkirche wurde um 1270/1280 errichtet. Sie ist im Laufe der Zeit umgebaut und vergrößert worden, so dass sie nicht mehr in reinem romanischen Baustil erhalten ist. Der älteste Teil zwischen dem quadratischen Chor und dem Kirchturm im Westen, das heutige Langhaus mit drei Jochen, ist zuerst erbaut worden. Die kleinen Fensteröffnungen wurden erst im letzten Jahrhundert vergrößert.
In den Jahren von 1769 bis 1775 erhielt die Kirche anstelle eines hölzernen Turms einen massiven Kirchturm aus behauenen Findlingen, die oberen Geschosse wurden aus Backsteinen gebaut. Im Turm der Kirche hängen drei Kirchenglocken:
- Die große Glocke – »Maria bin ich geheten« – mit einem Umfang von 105 cm wurde 1710 von Herbort Wichmann und Arendt Bergmann gegossen; im Zweiten Weltkrieg beschlagnahmt, 1948 unversehrt zurückgeholt.
- Die älteste Glocke – »Salvator bin ich geheten« – mit einem Umfang von 95 cm wurde 1708 von Schallemberch gegossen.
- Die kleine Glocke mit einem Durchmesser von 77 cm wurde 1957 von Petit & Gebr. Edelbrock angefertigt.

Die Kirche wurde im Jahre 1840 infolge Zunahme der Bevölkerung um den heutigen Chor erweitert. An den Chor wurde 1842 eine Sakristei angebaut, darunter befindet sich die Gruft derer von Elmendorff, den Besitzern von Gut Füchtel.
Der Innenraum hat mehrfach abgetreppte Strebepfeiler und ist mit einem gebusten Kreuzrippengewölbe überspannt. Die Kirchenausstattung ist seit 1720 einheitlich barock. Der Hochaltar von 1729, der ursprünglich im Stil der Renaissance entworfen wurde, ist im Zeitalter des Barocks umgestaltet worden. Er hat ein Gemälde zwischen Säulen und seitliche stehende Heilige, die im 19. Jahrhundert ersetzt wurden. Die Statuen des heiligen Donatus und des heiligen Johannes Nepomuk stehen seit der letzten Renovierung an den Chorwänden. Die barocke Kanzel aus dem Jahr 1698 wurde mit den vier Evangelisten verziert.
Die ursprüngliche Orgel wurde 1726 vom  Orgelbauer Johann Adam Berner gebaut. Sie hatte neun Register auf einem Manual und Pedal. Im Laufe der folgenden mehr als zwei Jahrhunderte wurde sie mehrmals umgebaut und auf schließlich 17 Register auf zwei Manualen und Pedal erweitert. Im Jahr 1977 wurde das Instrument durch einen Neubau des Orgelbauers Alfred Führer ersetzt, der für das Instrument mit 13 Registern auf zwei Manualen und Pedal das alte Gehäuse und einige der Orgelpfeifen der vorigen Orgel verwendete. 1998 stieg die Registeranzahl durch ein zusätzliches Trompetenregister im Hauptwerk auf 14.

## Nachweise
1. ↑  Vechta/Oythe, St. Marien auf organindex.de

Koordinaten: 52° 44′ 24,9″ N, 8° 18′ 46″ O